# 1.000 lire (moneta)
La moneta da 1000 lire 
faceva parte della monetazione italiana prima dell'introduzione dell'Euro. Ne sono state coniate due versioni, una moneta d'argento comunemente denominata "Roma capitale" battuta nel 1970, e l'altra, bimetallica, comunemente chiamata "Europa".

## Roma capitale
La moneta del primo tipo fu introdotta nel 1970 per commemorare il centenario di Roma capitale ed era in argento 835. Al diritto riprende la testa della dea Concordia da un antico denario romano (Aemilia 10) emesso intorno al 62 a.C. da Lucio Emilio Lepido Paolo, console nel 50 a.C., fratello di Marco Emilio Lepido, il triumviro. Al rovescio è rappresentato il progetto di Michelangelo per la pavimentazione di piazza del Campidoglio. L'autore del dritto, firmato, è Piero Monassi, mentre il rovescio, non firmato, è di Laura Cretara.

## Europa (Stati Schengen al 1997)
La moneta c.d. Europa è una moneta bimetallica (esternamente in bronzital, internamente in cupronichel) che presenta due varianti principali: 1-l'errore di conio relativo alla cartina degli stati aderenti a Schengen nel 1997; 2-la correzione che comunque riporta errori nei confini.
La prima variante "errore di conio datato 1997" presenta nel rovescio gravi errori nella rappresentazione della mappa degli stati europei aderenti a Schengen, evidenti nella suddivisione della Germania in due stati (che era cessata con la caduta del Muro otto anni prima del conio della moneta), nei confini errati di Olanda, Belgio e Lussemburgo e nella presenza della Danimarca, non ancora aderita a Schengen neanche nel 1998. Rilevato l'errore, fu subito emessa una correzione già nel 1997; complessivamente tra prima e seconda variante furono stampate 180 milioni di monete datate 1997. Tuttavia anche la seconda variante creata per riparare all'errore presenta errori geografici, ad esempio la posizione errata della Danimarca e l'Istria rimasta entro i confini italiani. Anche nel 1998 furono stampate 180 milioni di monete, entrambe rimaste in circolazione fino all'avvento dell'Euro. Il rovescio della moneta è di Uliana Pernazza, mentre il dritto è di Laura Cretara.
Questa moneta fu la prima di cui venne sospesa la coniazione in previsione dell'introduzione dell'Euro; vennero infatti prodotte per la circolazione solo negli anni 1997 e 1998.

## Monete commemorative
Sono state coniate delle monete commemorative emesse per il collezionismo numismatico, in tutto e per tutto analoghe alle monete commemorative in argento da 500 lire,  poiché formalmente a corso legale, ma praticamente mai entrate nella circolazione ordinaria.